# Chiesa di Sant'Arcangelo a Baiano
La chiesa di Sant'Arcangelo a Baiano è una chiesa monumentale di Napoli, ubicata in via Sant'Arcangelo a Baiano.

## Storia
La chiesa ha origini molto antiche; infatti, sembra sia stata fondata insieme al monastero attiguo verso la fine del VI secolo da una comunità di basiliani, passando poi alle monache benedettine. Nel XIII secolo venne rifatta su commissione del re Carlo I d'Angiò, costituendo la prima opera angioina della città. Il re si prodigò anche di donare alle monache del convento, le reliquie di San Giovanni Battista.
Secondo la tradizione, nel monastero si ritirò Maria d'Aquino figlia di Roberto d'Angiò e Fiammetta di Boccaccio. La chiesa venne rimaneggiata anche nel XVII secolo con la costruzione della piazzetta antistante.
Il monastero annesso alla chiesa ebbe vita breve, poiché fu soppresso nel 1577 a causa delle gravi accuse di condotta immorale e delittuosa mosse alle monache come ricorda anche Benedetto Croce:
Il filosofo racconta anche di un giovane pittore che, per volontà del principe di Fondi, dipinse un quadro raffigurante i vari scempi che accadevano nel monastero. L'artista, a tal riguardo asserì:
Anche Stendhal ne parlerà in un suo famoso libro, intitolato: Cronaca del Convento di Sant'Arcangelo a Baiano. Lo scrittore francese, partendo proprio dalle vicende di questo monastero, ne approfitterà per spiegare le numerose vicende storiche patite dalla città e di come queste, abbiano "schiacciato", sotto un clericalismo intransigente e "miope", una parte dei suoi abitanti. Il libro fu un vero e proprio best seller ottocentesco.

## Opere ed architettura
Oggi, il monastero in questione è un edificio civile disabitato ed è possibile ammirare i resti di architettura catalana del Quattrocento; in particolare, alcune parti di un coevo porticato che oggi è occupato da una fabbrica di specchi.
La chiesa, esternamente, presenta un portale di scarso interesse impostato in una facciata alquanto scarna di decorazioni; mentre l'interno, a pianta centrale con cappelle laterali, è chiuso da decenni; è documentata la presenza di numerosi dipinti di Antonio Fumo (alcuni di essi sono stati trafugati, i restanti trasferiti in altre sedi).
L'intera struttura necessita di un restauro conservativo.